# This Is the Modern World
This Is the Modern World — другий студійний альбом англійського гурту The Jam, який вийшов 18 листопада 1977 року.

## Список композицій
Автор музики і слів Пол Веллер, окрім зазначеного. 
| Side one | Side one                      | Side one     | Side one   |
| #        | Назва                         | Автор        | Тривалість |
| -------- | ----------------------------- | ------------ | ---------- |
| 1.       | «The Modern World»            |              | 2:31       |
| 2.       | «London Traffic»              | Брюс Фокстон | 1:49       |
| 3.       | «Standards»                   |              | 2:29       |
| 4.       | «Life from a Window»          |              | 2:52       |
| 5.       | «The Combine»                 |              | 2:20       |
| 6.       | «Don't Tell Them You're Sane» | Брюс Фокстон | 3:40       |

| Side two | Side two                   | Side two                    | Side two   |
| #        | Назва                      | Автор                       | Тривалість |
| -------- | -------------------------- | --------------------------- | ---------- |
| 1.       | «In the Street, Today»     | Пол Веллер, Дейв Веллер     | 1:31       |
| 2.       | «London Girl»              |                             | 2:40       |
| 3.       | «I Need You (For Someone)» |                             | 2:41       |
| 4.       | «Here Comes the Weekend»   |                             | 3:30       |
| 5.       | «Tonight at Noon»          |                             | 3:01       |
| 6.       | «In the Midnight Hour»     | Стів Кроппер, Вілсон Пікетт | 1:54       |
| 31:19    |                            |                             |            |

## Учасники запису
- Пол Веллер — вокал, гітара, клавішні
- Брюс Фокстон — бас
- Рік Баклер — ударні

## Чарти
| Чарт (1977–78)                            | Найвища позиція |
| ----------------------------------------- | --------------- |
| Велика Британія UK Albums (OCC)           | 22              |
| US Bubbling Under the Top LPs (Billboard) | 1               |

## Сертифікації
| Регіон                                             | Сертифікація | Продажі |
| -------------------------------------------------- | ------------ | ------- |
| Велика Британія (BPI)                              | Срібний      | 60 000^ |
| ^відвантаження, що базуються лише на сертифікаціях |              |         |